# Xochitepec
Xochitepec là một đô thị thuộc bang Morelos, México. Năm 2005, dân số của đô thị này là 53368 người.